# 三井ゆりのおうちTV
『三井ゆりのおうちTV 認定!★★★マンション!!』（みついゆりのおうちテレビ にんてい みつぼしマンション）は、千葉テレビ放送で2009年12月 - 2010年3月に放送されていた新築マンション中心の住宅情報番組。三井ゆりの冠番組である。

## 概要
2009年12月5日より放送開始。毎回、新築マンションの物件情報と共に、その物件近辺の情報も取り上げる。三井がその物件で気に入った・使いやすいと思われるポイントに星を認定し、最終的に3つの星となる。月末の放送は、その月に取り上げた物件のダイジェスト及び未公開シーンからなる総集編だった。
なお、2010年3月6日・7日に放送された「柏・豊四季」（同年2月6日放送の再放送）を最後に、3月13日以降の当該時間は「ちば美彩 Natural Beauty」に差し替えられており、事実上3月6日が最終回となっている。

## 出演者
- 三井ゆり（番組MC：柏市出身）
- 岡本郁雄（番組専属の「住ムリエ」）

## 放送日時
- 土曜11:30～11:55（本放送）
- 日曜10:30～10:55（再放送）